# Anoxia emarginata
Anoxia emarginata är en skalbaggsart som beskrevs av Charles Coquerel 1860. Anoxia emarginata ingår i släktet Anoxia och familjen Melolonthidae. Inga underarter finns listade i Catalogue of Life.